# سیفنوترین
سیفنوترین (به انگلیسی: Cyphenothrin) یک ترکیب شیمیایی با شناسه پاب‌کم ۳۸۲۸۳ است. 